# Tabayesco
Tabayesco est un hameau de l'île de Lanzarote dans l'archipel des îles Canaries. Il fait partie de la commune de Haría.

## Situation
Tabayesco est situé au sud de Arrieta, sur la LZ-207